# Año común
Un año común o año normal es un año civil de 365 días, uno menos que el año bisiesto, por lo que tiene exactamente 52 semanas y un día. El reparto de los años civiles entre años comunes y años bisiestos se hace de acuerdo con el calendario gregoriano occidental: en cada período de 400 años hay 303 comunes y 97 bisiestos. Junto con los años bisiestos, los años comunes permiten al calendario mantenerse alineado con el año tropical.
El año común de 365 días tiene 52 semanas y un día, por lo tanto, un año común siempre comienza y termina el mismo día de la semana (por ejemplo, el 1 de enero y el 31 de diciembre cayeron en un viernes de 2010). El año siguiente a un año común, comenzará el día siguiente de la semana. En años comunes, enero y octubre comienzan en el mismo día de la semana. Otra característica es que febrero tiene cuatro semanas, por lo que marzo comenzará el mismo día de la semana. Noviembre también comenzará en este día. Otros meses que comparten el mismo día de inicio son abril - julio y septiembre - diciembre, lo cual sucede también en los años bisiestos, con la diferencia de que enero también comparte el mismo día de inicio que julio y abril.
En el calendario gregoriano, 303 de cada 400 años son años comunes. En comparación, en el calendario juliano, 300 de cada 400 años son años comunes.

## Calendarios
- Año común comenzado en lunes
- Año común comenzado en martes
- Año común comenzado en miércoles
- Año común comenzado en jueves
- Año común comenzado en viernes
- Año común comenzado en sábado
- Año común comenzado en domingo